# Juin 1950

## Évènements
- Début de la réforme agraire en Chine. Collectivisation forcée des terres qui provoque une famine faisant de 2 à 5 millions de morts.

- 3 juin : les alpinistes français Maurice Herzog et Louis Lachenal, soutenus par leur équipe, réussissent l'ascension de l'Annapurna, au Népal. La nouvelle est annoncée à la une du journal Le Figaro, le 26 juin.

- 4 juin : quatrième grand prix de F1 de la saison 1950 en Suisse, remporté par Giuseppe Farina sur Alfa Romeo.

- 5 juin : Définition des principes du droit international consacrés par le statut du tribunal de Nuremberg et dans le jugement de ce tribunal   [1].

- 9 juin : Déclaration publique de Robert Schuman à Thionville admettant l’indépendance de la Tunisie comme objectif ultime.

- 15 juin, Canada : création de la compagnie F.Dufresne/EKO.

- 16 juin : Premier vol de l'avion de chasse argentin FMA IAe 33 Pulqui II.

- 18 juin : Cinquième grand prix de F1 de la saison 1950 en Belgique, remporté par Juan Manuel Fangio sur Alfa Romeo.

- 19 juin : premier vol du chasseur britannique Hawker P.1081.

- 24 juin, France : 
  - Chute du troisième gouvernement Bidault.
  - Départ de la dix-huitième édition des 24 Heures du Mans.

- 25 juin :
  - Six divisions nord-coréenne entrent en Corée du Sud en franchissant du 38e parallèle. C'est le début de la guerre de Corée (fin du conflit en 1953).
  - Combat au large de Pusan.
  - Conférence de Pau, qui réorganise les relations entre la France et les États associés en Indochine[2].
  - Victoire de Louis Rosier et Jean-Louis Rosier sur une Talbot aux 24 Heures du Mans.

- 26 juin :
  - L'ONU est chargée de maintenir la paix et la sécurité.
  - Harry Truman empêche l'invasion de Formose en interposant entre elle et le continent la VIIe flotte américaine.

- 27 juin :
  - résolutions 83 et 84 du conseil de sécurité condamnant l'agression nord coréenne, prise en l’absence de l’Union soviétique.
  - Constitution d’une armée formée par seize nations dont la France.
  - Les Nord Coréens s'emparent de Séoul.
  - Le Président des États-Unis, Truman, décide l'intervention des troupes américaines.

- 28 juin : constitution du Land de Rhénanie-du-Nord-Westphalie.

- 30 juin :
  - Harry Truman, avec l’aval du Conseil de Sécurité, donne l’ordre à MacArthur alors au Japon d’intervenir en Corée (VIIIe armée).
  - Jusqu’au 6 août, l’armée de l’ONU est contrainte à la retraite.
  - Le Parti des travailleurs hongrois interdit l'enseignement de la théologie dans les universités.

## Naissances
- 1er juin  : 
  - Jean Beaudet, musicien et pianiste.
  - Gennadi Manakov, cosmonaute russe.
  - Abderrahmane Benbouzid, médecin et homme politique algérien.
- 2 juin : Dominique Mortemousque, personnalité politique française († 7 mai 2022).
- 3 juin : 
  - Frédéric François, chanteur belge.
  - Paulo Branco, producteur de cinéma portugais.
- 5 juin : Tatiana Pokrovskaia, vice-présidente de la fédération russe de natation synchronisée.
- 6 juin : Rosario Boscacci, entrepreneur et écrivain suisse.
- 10 juin : Claude Chamboissier, musicien, chanteur et producteur français, membre du groupe Les Musclés sous le nom de Framboisier († 4 janvier 2015).
- 12 juin : David Onley, lieutenant-gouverneur de l'Ontario.
- 14 juin : Basílio do Nascimento, prélat est-timorais, évêque de Baucau de 2004 à sa mort († 30 octobre 2021).
- 16 juin : Alain Gillot-Pétré, présentateur français de météo à la télévision († 31 décembre 1999).
- 21 juin, Anne Carson, poétesse et professeure.
- 22 juin : Jean-Marie Bockel, homme politique français.
- 30 juin : Leonard Whiting, acteur britannique.